# لين كاسل
لين كاسل (بالإنجليزية: Len Castle)‏ هو خزاف وصانع الفخار ومصور نيوزيلندي، ولد في 23 ديسمبر 1924 في أوكلاند في نيوزيلندا، وتوفي في 1 أكتوبر 2011.